# Biegi narciarskie na Zimowych Igrzyskach Olimpijskich 2010 – sztafeta 4 × 5 km kobiet
Sztafeta kobiet 4 × 5 km na Zimowych Igrzyskach Olimpijskich 2010 została rozegrana 25 lutego w Whistler Olympic Park w Whistler. Mistrzostwa olimpijskiego broniła drużyna Rosji. 

## Wyniki
| Pozycja | Nr | Kraj                                                                                   | Czas      | Strata  |
| ------- | -- | -------------------------------------------------------------------------------------- | --------- | ------- |
| 1       | 4  | NOR Vibeke Skofterud Therese Johaug Kristin Størmer Steira Marit Bjørgen               | 55:19,5   |         |
| 2       | 2  | GER Katrin Zeller Evi Sachenbacher-Stehle Miriam Gössner Claudia Nystad                | 55:44,1   | +24,6   |
| 3       | 1  | FIN Pirjo Muranen Virpi Kuitunen Riitta-Liisa Roponen Aino-Kaisa Saarinen              | 55:49,9   | +30,4   |
| 4       | 5  | ITA Arianna Follis Marianna Longa Silvia Rupil Sabina Valbusa                          | 56:04,9   | +45,4   |
| 5       | 3  | SWE Anna Olsson Magdalena Pajala Charlotte Kalla Ida Ingemarsdotter                    | 56:18,9   | +59,4   |
| 6       | 9  | FRA Aurore Cuinet Karine Philippot Célia Bourgeois Cecile Storti                       | 56:30,6   | +1:11,1 |
| 7       | 8  | RUS Olga Zawjałowa Irina Chazowa Jewgienija Miedwiediewa-Arbuzowa Natalja Korostielowa | 57:00,9   | +1:41,4 |
| 8       | 7  | JPN Madoka Natsumi Masako Ishida Nobuko Fukuda Michiko Kashiwabara                     | 57:40,4   | +2:20,9 |
| 9       | 11 | KAZ Jelena Kołomina Oksana Jacka Tatjana Roszczina Swietłana Małachowa                 | 58:23,3   | +3:03,8 |
| 10      | 10 | BLR Nastassia Dubarezawa Alena Sannikawa Wolha Wasilonak Jekatierina Rudakowa          | 58:28,4   | +3:08,9 |
| 11      | 14 | USA Kikkan Randall Holly Brooks Morgan Arritola Caitlin Compton                        | 58:57,5   | +3:38,0 |
| 12      | 13 | CZE Eva Nývltová Kamila Rajdlová Ivana Janečková Eva Skalníková                        | 59:11,2   | +3:51,7 |
| 13      | 12 | UKR Tetiana Zawalij Kateryna Hryhorenko Maryna Ancybor Wałentyna Szewczenko            | 59:25,7   | +4:06,2 |
| 14      | 16 | SLO Anja Eržen Katja Višnar Vesna Fabjan Barbara Jezeršek                              | 59:47,5   | +4:25,0 |
| 15      | 15 | CAN Daria Gaiazova Perianne Jones Chandra Crawford Madeleine Williams                  | 1:00:05,0 | +4:45,5 |
| DSQ     | 6  | POL Kornelia Marek Justyna Kowalczyk Paulina Maciuszek Sylwia Jaśkowiec                | 56:29.4   | +1:09.9 |